# 해군병학교 (일본)

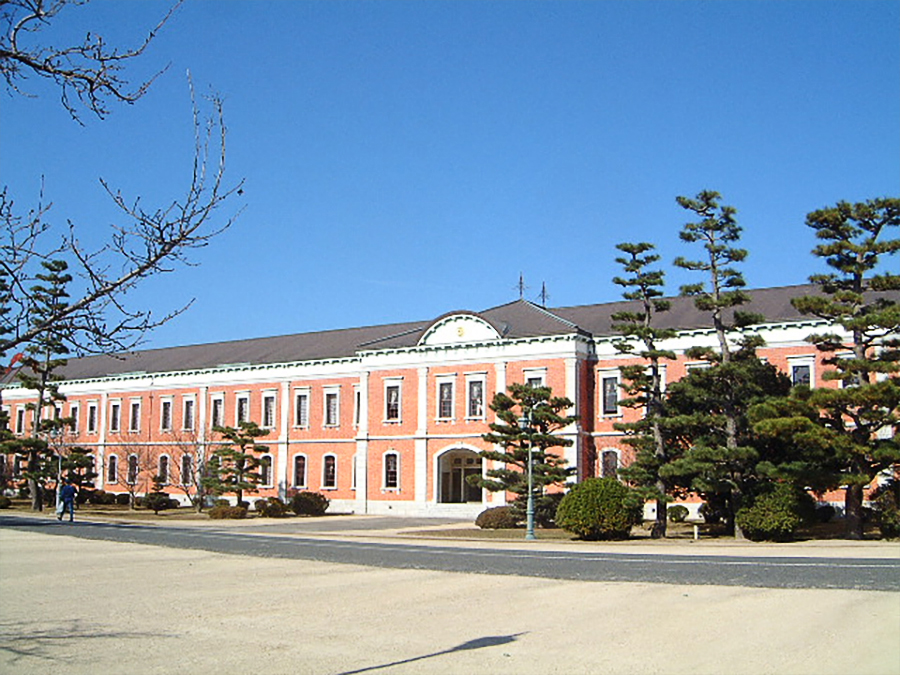

해군병학교(일본어: 海軍兵学校)는 메이지부터 쇼와의 태평양 전쟁 종전까지 존재했던 일본 제국 해군의 해군 장교의 양성을 목적한 교육 기관이다.

## 같이 보기
- 육군사관학교 (일본)
- 육군대학교 (일본)
- 일본 제국 해군